# Coupe de France féminine de handball 1997-1998
Navigation
1993-1994 1998-1999
La coupe de France 1997-1998 est la 8e édition de la coupe de France féminine de handball, compétition à élimination directe mettant aux prises des clubs de handball amateurs et professionnels affiliés à la Fédération française de handball.
Le tenant du titre est l'ASPTT Metz, vainqueur en 1993-1994 de l'USM Gagny (pas de coupe de France de 1994-1995 à 1996-1997).
La finale est remportée par l'ASPTT Metz face à l'ES Besançon (25-23). Metz remporte son 3e titre dans la compétition.

## Modalités
Un premier tour, disputé sous forme d'un mini-championnat de trois équipes, a permis de qualifier douze équipes pour les huitièmes de finale où elles retrouvent les 4 clubs qualifiés en coupe d'Europe : Metz, Besançon, Lyon et Mios.

## Résultats

### Premier tour
Le tirage au sort et les résultats des matchs sont inconnus.

### Huitièmes de finale
Le tirage au sort des huitièmes de finale est :
- Toulouse Féminin Handball - ASUL Vaulx-en-Velin
- SA Mérignacais - Stade français Issy-les-Moulineaux
- Toulon Var Handball - US Mios
- CJF Fleury - ES Besançon
- AS Bondy - ASPTT Metz
- La Motte-Servolex - HBC Kingersheim
- CSL Dijon - AL Bouillargues
- Stade béthunois BL - HBC Nîmes

Les résultats des matchs sont inconnus.

### Quarts de finale
Le tirage au sort et les résultats des matchs sont inconnus.

### Demi-finales
Le tirage au sort et les résultats des matchs sont inconnus.

### Finale
La finale oppose Metz et Besançon :
- ASPTT Metz (D1) 25 -23 ES Besançon (D1)

## Vainqueur
| Vainqueur de la Coupe de France 1997-1998 ASPTT Metz 3e victoire |